# Edelmiro Cavazos Leal
Edelmiro Cavazos Leal (Santiago, Nuevo León; 11 de noviembre de 1971 - Ibídem; 18 de agosto de 2010) fue un político mexicano, miembro del Partido Acción Nacional, que fue alcalde del municipio de Santiago de 2009 hasta su ejecución el 18 de agosto de 2010.
Edelmiro Cavazos fue Licenciado en Derecho y Ciencias Sociales egresado de la Universidad Autónoma de Nuevo León, fue elegido presidente municipal de Santiago en las elecciones de 2009 y asumió el cargo el 31 de octubre del mismo año para el periodo que debería haber concluido en igual fecha de 2012.
El 16 de agosto de 2010 fue secuestrado por un grupo armado en su casa particular en la ciudad de Santiago, horas después de haber muerto en un enfrentamiento un presunto cabecilla del grupo delictivo de Los Zetas;
Su cuerpo sin vida fue hallado el 18 de agosto de 2010, en las inmediaciones de la carretera que comunica a la cabecera municipal con la Cascada Cola de Caballo.